# Zlato-oest
Zlato-oest (Russisch: Златоуст; letterlijk "Guldenmond") is een stad in de Russische oblast Tsjeljabinsk aan de rivier de Aj op 160 kilometer ten westen van de stad Tsjeljabinsk. De naam komt van Johannes Chrysostomus, naar een kerk in de buurt van de plaats die werd vernoemd naar deze heilige.

## Geschiedenis
De stad werd gesticht in 1754 bij de bouw van de staalindustrie op deze plaats. Van 1774 tot 1775 namen de arbeiders (lijfeigenen) uit de fabriek deel aan de opstand van Don-Kozak Jemeljan Poegatsjov.
Aan het begin van de negentiende eeuw werd in de stad een oorlogsfabriek gebouwd waar sabels en zwaarden werden gefabriceerd. De beroemde kunstenaars Ivan Boesjoejev en Ivan Bojardsjinov brachten in enkele wapens hun gravures aan. Het vliegende gevleugelde paard was een van de figuren die vaak in Boesjoejev's gravures voorkwam, waardoor hij de bijnaam Ivan de Gevleugelde (Ivanko Krylatko) kreeg. Vanaf dat moment werd het vliegende gevleugelde paard het wapen van de stad. Begin 19e eeuw maakte Pavel Anonsov ook de eerste Russische boelatstaalzwaarden in Zlato-oest en werden hier ook de eerste kanonnen van Russisch staal gemaakt. In 1865 kreeg Zlato-oest de status van stad. In 1903 werd een opstand onder de arbeiders bloedig onderdrukt door de tsaristische autoriteiten.
In maart 1918 kreeg de Sovjet-Unie de controle over Zlato-oest. De stad werd door het Witte leger bezet tussen juni 1918 en juli 1919. Op 13 juli 1919 werd Zlato-oest ingenomen door het Rode Leger.
Tijdens de periode van de Sovjet-Unie werd Zlato-oest een industriële stad die zich ging specialiseren in metallurgie, werktuigbouwkunde, voedselproductie en andere industriesectoren. De stad is een van de centra in Rusland waar kunstenaars gravures aanbrengen in metaal. Dit wordt traditioneel gedaan in wapens zoals messen en zwaarden. Dit veranderde echter tijdens de sovjettijd, toen werd overgestapt op het graveren in metaalplaten. Vandaag de dag is het aanbrengen van gravures in wapens opnieuw populair.
Net als de rest van de Oeralregio is ook Zlato-oest beroemd om zijn pelmeni, een gerecht van gevulde deegbolletjes.

## Demografie
| 1897   | 1926   | 1939   | 1959    | 1970    | 1979    | 1989    | 2002    |
| ------ | ------ | ------ | ------- | ------- | ------- | ------- | ------- |
| 21.000 | 48.000 | 99.000 | 161.000 | 197.200 | 197.700 | 207.700 | 194.551 |

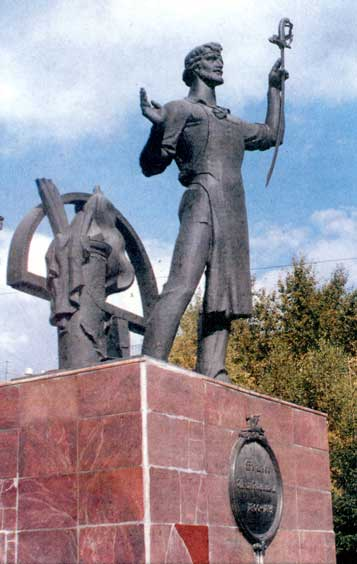
Standbeeld van Ivan Boesjoejev
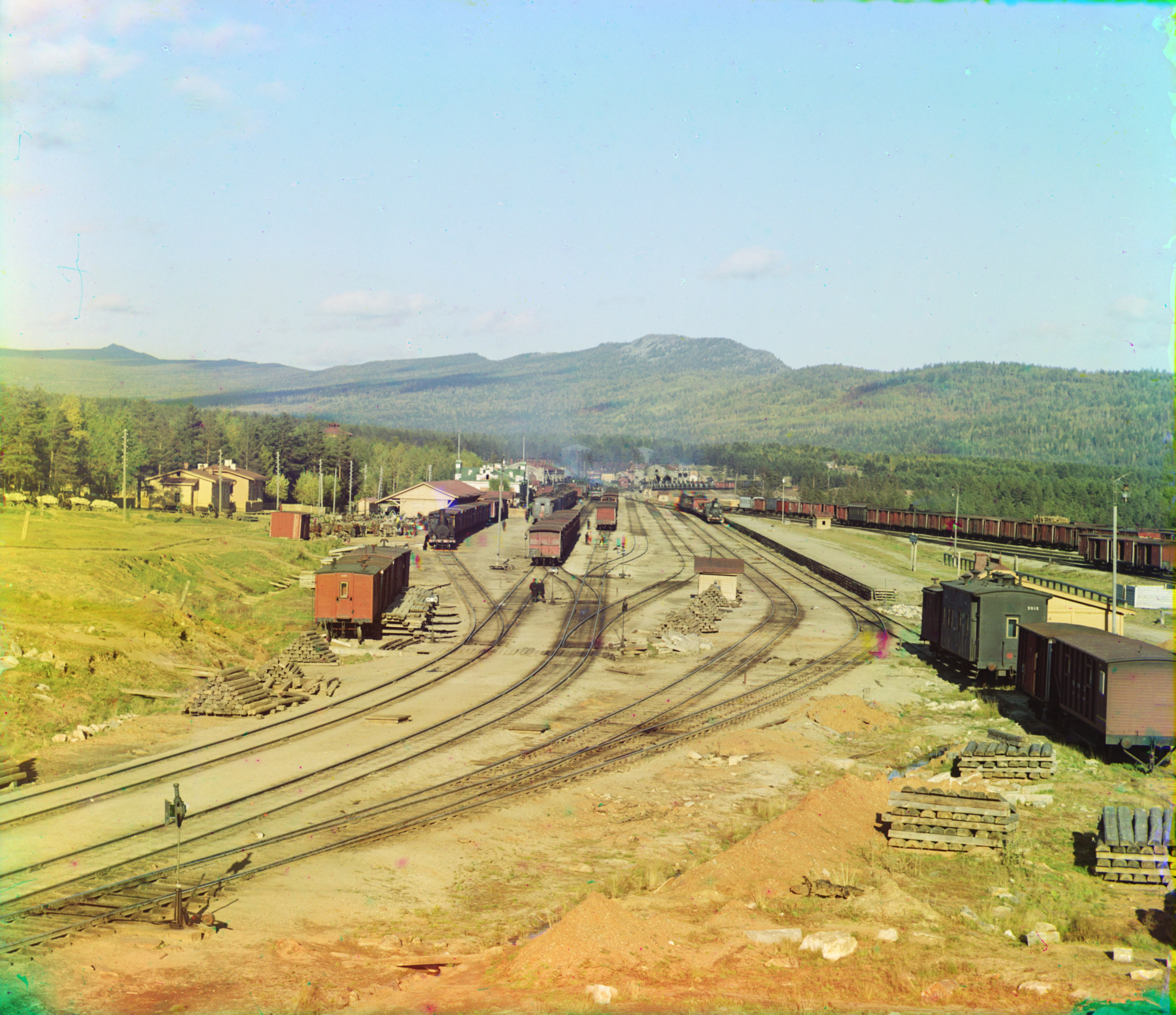
Treinstation van Zlato-oest in 1910 Foto: Prokoedin-Gorski
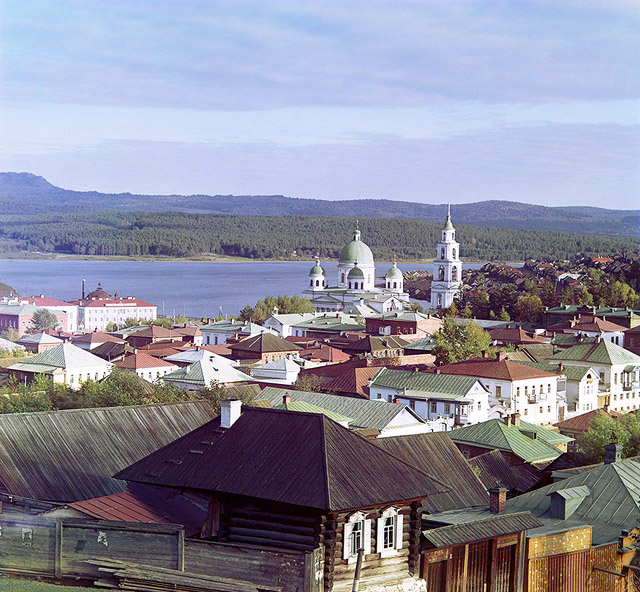
Uitzicht op Zlato-oest rond 1910 Foto: Prokoedin-Gorski

## Geboren in Zlato-oest
- Boris Sjaposjnikov (1882 - 1945), maarschalk
- Anatoli Karpov (1951), voormalig Russisch wereldkampioen schaken
- Lidia Skoblikova (1939), voormalig Russisch schaatsster
- Michail Michajlov (1971), basketbalspeler
- Natalja Snytina (1971), biatlete